# Slohokej Liga
Die Slohokej Liga war eine multinationale Eishockey-Liga, an der Mannschaften aus Slowenien, Österreich, Kroatien und Serbien teilnahmen. Die Liga wurde im Jahr 2009 gegründet, nachdem bereits in den Jahren zuvor auch kroatische Mannschaften in der slowenischen Eishockeyliga gespielt hatten, in der auch der slowenische Eishockey-Meister ermittelt wird.
Die Slohokej Liga war ein Bewerb, der – ähnlich der Alpenliga und der Interliga um die Jahrtausendwende – vor den verkürzten nationalen Meisterschaft ausgespielt wird und einen eigenen Meister ermittelt. Einige der Clubs waren Farmteams von Mannschaften der österreichischen Eishockeyliga. Bei den slowenischen EBEL-Clubs wurden oft die Kader der Slohokej Liga und der EBEL für die Austragung der slowenischen Meisterschaft kombiniert.
2012 wurde der Spielbetrieb eingestellt, nachdem der Slowenische Eishockeyverband den Vertrag mit der betreibenden Firma gekündigt hatte.
Ein Teil der slowenischen Clubs der Slohokej Liga nahmen in den Folgejahren an der im Juli 2012 gegründeten Inter-National-League teil. Mit der International Hockey League entstand 2017 eine neue Liga für Mannschaften aus Slowenien, Kroatien und Serbien.

## Teilnehmer
| Mannschaft                            | Standort  | Spielstätte                 | Kapazität | Gründung | Spielzeiten                 | Spielzeiten                 | Spielzeiten                 |
| Mannschaft                            | Standort  | Spielstätte                 | Kapazität | Gründung | 09/10                       | 10/11                       | 11/12                       |
| ------------------------------------- | --------- | --------------------------- | --------- | -------- | --------------------------- | --------------------------- | --------------------------- |
| HK Partizan Belgrad                   | Belgrad   | Ledena dvorana Pionir       | 2.000     | 1946     | Grünes Häkchensymbol für ja | Grünes Häkchensymbol für ja | Grünes Häkchensymbol für ja |
| HDD Bled                              | Bled      | Hokejska dvorana Bled       | 1.736     | 2005     |                             | Grünes Häkchensymbol für ja | Grünes Häkchensymbol für ja |
| HK MK Bled                            | Bled      | Ledena dvorana Bled         | 1.000     | 2000     | Grünes Häkchensymbol für ja | Grünes Häkchensymbol für ja |                             |
| Junior Graz 99ers                     | Graz      | Eisstadion Graz Liebenau    | 4.050     | 2009     | Grünes Häkchensymbol für ja | Grünes Häkchensymbol für ja |                             |
| HD mladi Jesenice                     | Jesenice  | Dvorana Podmežakla          | 5.900     | 1999     | Grünes Häkchensymbol für ja | Grünes Häkchensymbol für ja | Grünes Häkchensymbol für ja |
| HK Olimpija HDD Olimpija Ljubljana II | Ljubljana | Hala Tivoli                 | 5.000     | 2004     | Grünes Häkchensymbol für ja | Grünes Häkchensymbol für ja | Grünes Häkchensymbol für ja |
| HDK Stavbar Maribor                   | Maribor   | Ledna dvorana Tabor         | 3.000     | 1993     | Grünes Häkchensymbol für ja | Grünes Häkchensymbol für ja | Grünes Häkchensymbol für ja |
| HK Triglav Kranj                      | Kranj     | Ledena dvorana Zlatno polje | 1.000     | 1968     | Grünes Häkchensymbol für ja | Grünes Häkchensymbol für ja | Grünes Häkchensymbol für ja |
| HK Slavija Ljubljana                  | Ljubljana | Dvorana Zalog               | 1.000     | 1964     | Grünes Häkchensymbol für ja | Grünes Häkchensymbol für ja | Grünes Häkchensymbol für ja |
| KHL Mladost Zagreb                    | Zagreb    | Dvorana Velesajam           | 1.000     | 1946     | Grünes Häkchensymbol für ja |                             | Grünes Häkchensymbol für ja |
| KHL Medveščak Zagreb II               | Zagreb    | Dvorana Velesajam           | 1.000     | 2003     | Grünes Häkchensymbol für ja |                             |                             |
| Team Zagreb                           | Zagreb    | Dvorana Velesajam           | 1.000     | 2003     |                             | Grünes Häkchensymbol für ja |                             |

## Meister
| Saison  | Meister             | Vizemeister         |
| ------- | ------------------- | ------------------- |
| 2009/10 | HDK Stavbar Maribor | HK Partizan Belgrad |
| 2010/11 | HK Partizan Belgrad | HK Olimpija         |
| 2011/12 | HK Partizan Belgrad | HK Olimpija         |